# Luke Edward Wright
Luke Edward Wright (29. srpna 1846, Giles County – 17. listopadu 1922, Memphis) byl americký diplomat a politik. V letech 1904–1906 působil jako generální guvernér na Filipínách, následně v letech 1906–1907 byl velvyslancem Spojených států amerických v Japonsku. Za vlády prezidenta Theodora Roosvelta v letech 1908–1909 byl ministrem války.